# Podčetrtek (plaats)
Podčetrtek (Duits: Windisch Landsberg) is een plaats in Slovenië en maakt deel uit van de gemeente Podčetrtek in de NUTS-3-regio Savinjska. De plaats telde 587 inwoners op 1 januari 2020.

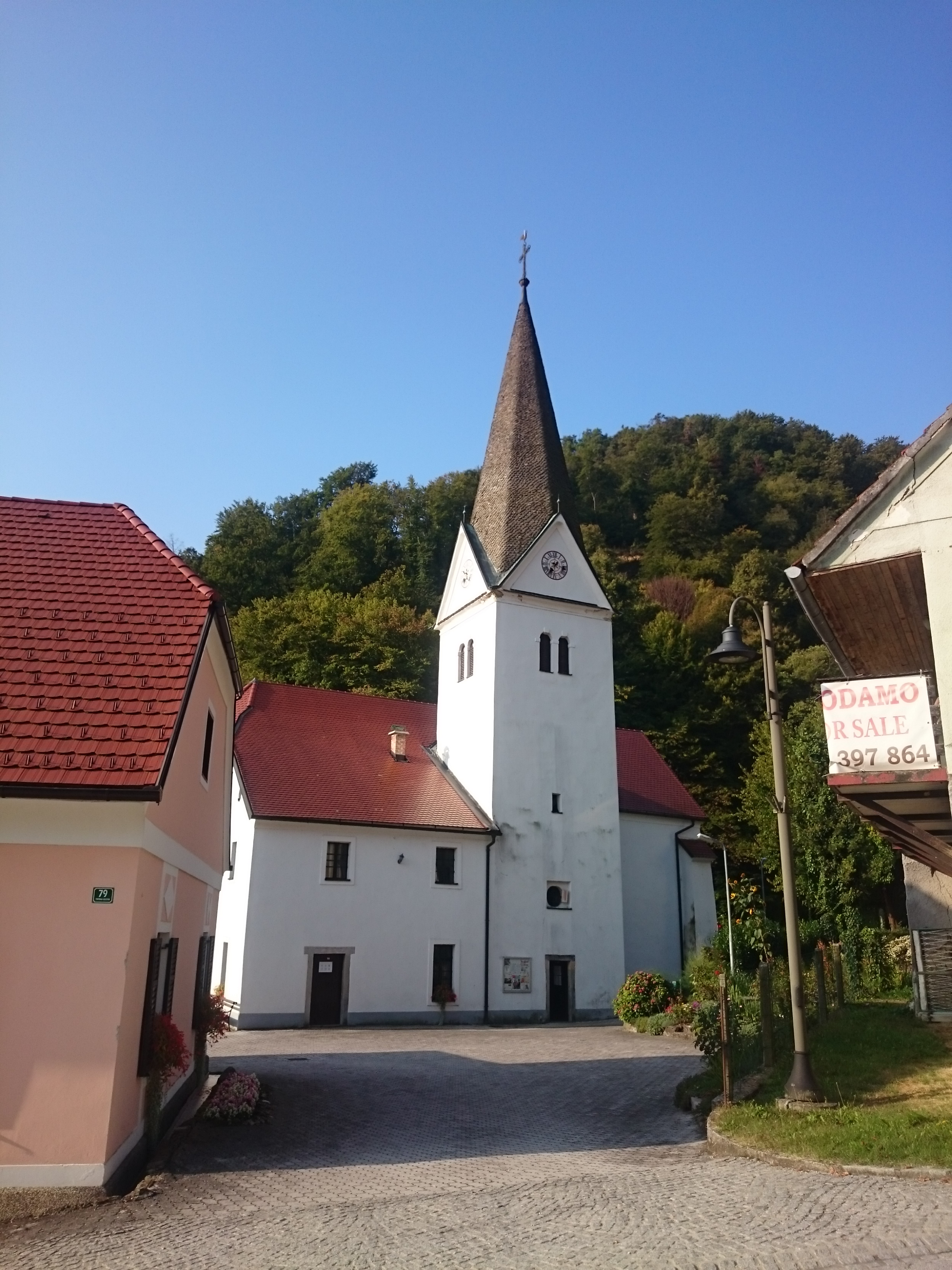
Sint Laurenskerk